# José Santana (Leichtathlet)
José Fernando Ferreira Santana (* 27. März 1999 in Pesqueira, Pernambuco) ist ein brasilianischer Leichtathlet, der sich auf den Zehnkampf spezialisiert hat. In den Jahren 2023 und 2025 wurde er bei Südamerikameister in dieser Disziplin.

## Sportliche Laufbahn
Erste internationale Erfahrungen sammelte der in Pesqueira geborene José Santana im Jahr 2021, als er bei den Südamerikameisterschaften in Guayaquil mit 7202 Punkten den fünften Platz im Zehnkampf belegte. Im Oktober siegte er mit 7046 Punkten bei den U23-Südamerikameisterschaften ebendort und auch bei den im Dezember erstmals in Cali ausgetragenen Panamerikanischen Juniorenspielen gewann er mit 7360 Punkten die Goldmedaille. Im Jahr darauf gewann er bei den Hallensüdamerikameisterschaften in Cochabamba mit 5489 Punkten die Bronzemedaille im Siebenkampf hinter seinem Landsmann Felipe dos Santos und Georni Jaramillo aus Venezuela. Im Mai belegte er bei den Ibero-Amerikanischen Meisterschaften in La Nucia mit der 4-mal-400-Meter-Staffel in 3:10,12 min den fünften Platz und im Oktober gelangte er bei den Südamerikaspielen in Asunción mit 7211 Punkten auf Rang vier. 2023 siegte er mit 8058 Punkten bei den Südamerikameisterschaften in São Paulo und gelangte anschließend bei den Weltmeisterschaften in Budapest mit 7935 Punkten auf Rang 14. Im November sicherte er sich bei den Panamerikanischen Spielen in Santiago de Chile mit 7748 Punkten die Silbermedaille hinter dem Chilenen Santiago Ford. Im Jahr darauf siegte er mit 5741 Punkten im Siebenkampf bei den Hallensüdamerikameisterschaften in Cochabamba. Im Mai wurde er beim Hypomeeting mit 8050 Punkten Zwölfter und im August erreichte er bei den Olympischen Sommerspielen in Paris mit 8213 Punkten auf dem 14. Platz. 
2025 verteidigte er bei den Hallensüdamerikameisterschaften in Cochabamba mit 5773 Punkten seinen Titel im Siebenkampf und gelangte anschließend bei den Hallenweltmeisterschaften in Nanjing mit 6010 auf den sechsten Platz und stellte damit einen neuen Südamerikarekord auf. Ende April verteidigte er bei den Südamerikameisterschaften in Mar del Plata mit 7847 Punkten seinen Titel im Zehnkampf.
In den Jahren 2019 und von 2022 bis 2024 wurde Santana brasilianischer Meister im Zehnkampf. 

## Persönliche Bestleistungen
- Zehnkampf: 8213 Punkte, 3. August 2024 in Paris
  - Siebenkampf (Halle): 6010 Punkte, 23. März 2025 in Nanjing (Südamerikarekord)